# Васьково (Приморский район)
Васьково — посёлок в Приморском районе Архангельской области. Входит в состав МО «Лисестровское».

## География
Васьково находится в 16 км от центра Архангельска, в 12 км от Исакогорки. В радиусе 10 километров от посёлка имеется ряд озёр — Малое Павково, Большое Павково, Питьевое озеро (производится водозабор), также есть несколько небольших озёр. Вблизи посёлка расположен аэропорт «Васьково».

## История
Ранее посёлок был закрытым военным гарнизоном, в котором располагались части ПВО и Военно-транспортной авиации России.
С конца 1952 года на аэродроме в Васьково базировалась 216 Гомельская Краснознаменная ордена Суворова II степени истребительная авиадивизия, в/ч 19055, (перебазирована после войны в Корее), была укомплектована самолётами МИГ-15, в составе 518 иап (в/ч 329240), аэродром Талаги, Архангельск, расформирована в конце 1990-х годов. 676 иап, 878 иап.
Во время войны: с 1942 г. — 282 иад, потом 273 иад, с 1946 г. 216 иад. с базированием в Баку. Дивизия вошла в состав 10 отдельной армии ПВО, переименована в 23 иад, потом в 22 иад, в состав дивизии передан 524 иап с базированием на аэродроме Летнеозерский (ст. Обозерская).
В период с 1950 по 1953 год дивизия участвовала в войне в Корее, где лётчиками было одержано 82 победы в воздушных боях. В послевоенный период дивизия неоднократно подвергалась организационно-штатным преобразованиям, изменялось и её наименование. В 1960 году дивизия стала именоваться 216 истребительной авиационной дивизией, в 1960 г. — 23 дивизией противовоздушной обороны, в 1993 г. дивизия была переформирована в 22 корпус ПВО, а в 1994 г. в 22 дивизию ПВО. К 1 мая 2002 года 22 дивизия прекратила своё существование.
При вхождении 23 дивизии ПВО в состав 10 Отдельной армии ПВО в её состав входили:
- три зенитные ракетные части (24 зрбр — Плесецк, 146 зрбр — Северодвинск и 515 зрп — Архангельск);
- два авиационных полка (518 ап — Талаги и 524 иап — Летнеозёрский);
- два радиотехнических полка (8 ртп ПВО — Исакогорка и 45 ртп ПВО — Васьково), которые в 1980 году были переформированы в радиотехническую бригаду.
- части обеспечения и обслуживания.

За время существования соединение (в/ч 19055) сменило несколько наименований:
- Сформирована 1 июля 1942 года на базе 1-й авиационной бригады РВГК как 282 истребительная авиационная дивизия;
- С 1949 г. — 216 истребительная авиационная дивизия;
- С 1960 г. — 23 дивизия ПВО;
- С 1993 г. — 22 корпус ПВО;
- С 1994 г. — 22 дивизия ПВО.
- 22 дивизия ПВО расформирована 01.05.2002 года.

С 2004 года по 2015 год посёлок был административным центром Васьковского сельского поселения. Затем вошёл в состав Лисестровского сельского поселения.
В настоящее время посёлок Васьково является открытым населённым пунктом.

## Инфраструктура
Транспорт: регулярные пассажирские перевозки — маршрут № 110 (автобусы ПАЗ), время в пути от Васьково до Архангельска (остановка Морской речной вокзал) — порядка 40 минут.
В посёлке работают средняя школа, УК ЖКХ, почта, магазины. Сейчас проживают незначительная часть военнослужащих, работники аэропорта, военные пенсионеры.

## Население
| 2002 | 2010 | 2012  |
| ---- | ---- | ----- |
| 1240 | ↘989 | ↗1137 |